# Эрлих, Йонатан
Йонатан Дарио «Йони» Эрлих (ивр. יונתן דאריו "יוני" ארליך‎; род. 5 апреля 1977 года в Буэнос-Айресе, Аргентина) — израильский профессиональный теннисист, специализирующийся на играх в парном разряде, бывшая пятая ракетка мира в парном разряде. Победитель одного турнира Большого шлема в парном разряде (Открытый чемпионат Австралии-2008); победитель 22 турниров ATP в парном разряде; полуфиналист Кубка Дэвиса (2009) в составе национальной сборной Израиля.

## Общая информация
Родителей Йонатана зовут Даниэль и Сусана, у него есть младший брат Рон Ами и младшая сестра Лесли.
Эрлих женился 12 июня 2007 года на девушке по имени Мор: у пары есть сын Амит (родился 18 августа 2008).
Йонатан в теннисе с трёх лет, первый турнир сыграл в семь лет. Любимыми игроками в детстве называет Бориса Беккера и Стефана Эдберга.
Как и его будущий постоянный партнёр Энди Рам, Йонатан Эрлих получил возможность полноценных занятий теннисом благодаря программам поддержки молодых израильских спортсменов, спонсируемых из США. В детстве его интересовал также футбол, и на теннисе он сосредоточился только с 12 лет. Своего первого тренера Ронена Морали Эрлих называет наравне с родителями человеком, оказавшим на его жизнь наибольшее влияние.

## Спортивная карьера

### Начало карьеры
Дебют Эрлиха в АТП-туре состоялся в октябре 1994 года, когда 17-летний теннисист прошёл через квалификацию на домашний турнир в Тель-Авиве. Там он сумел выиграть матч и выйти во второй раунд. В целом в одиночной карьере израильтянин максимально поднимался на 292-е место рейтинга в 1999 году и в основных успехов добился в парном разряде.
В 1994 году Эрлих выиграл первый парный титул на сателлите. В начале января 1998 года он в паре с Ноамом Окуном выиграл в Индии первый за карьеру парный турнир из серии «фьючерс». В следующем году таких побед было уже три, а в 2000 году Эрлих сделал большой шаг к попаданию в мировую теннисную элиту: в мае и июне он выиграл два «челленджера» в Фергане и Денвере, а в июле в паре с ещё одним израильтянином Харэлем Леви завоевал в Ньюпорте первый в карьере титул на турнирах АТП. В полуфинале израильская пара победила посеянных под первым номером молодых американцев Боба и Майка Брайанов — в будущем самый титулованный тандем мира. В этом же году Йонатан дебютировал в составе сборной Израиля в Кубке Дэвиса. В августе с американцем Девином Боуэном он впервые выступил на турнире серии Большого шлема, сыграв на Открытом чемпионате США. Закончил год Эрлих на ближайших подступах к сотне сильнейших игроков мира в парном разряде.
В следующем 2001 году Эрлих выиграл за сезон пять «челленджеров» — два с французом Микаэлем Льодра, а три последних со своим новым партнёром Энди Рамом. Успехи в последних турнирах года позволили ему в начале декабря наконец выйти на сотую позицию в рейтинге лучших парных игроков. В 2002 году Йонатан выступал с разными партнёрами и дважды выигрывал титулы на «челленджерах»

### Пик карьеры (2003—2008)
С 2003 года сотрудничество Эрлиха и Рама стало постоянным, растянувшись больше чем на десятилетие. Именно с Рамом Эрлих одержал в 2002 году первую свою победу в Кубке Дэвиса (в дальнейшем они станут лучшей парой в истории израильской сборной). На следующий год израильская пара преподнесла сенсацию на Уимблдоне: попав в основную сетку через квалификационный турнир, Рам и Эрлих обыграли последовательно 12-ю, шестую и вторую посеянные пары, уступив только в полуфинале будущим чемпионам — Тодду Вудбриджу и Йонасу Бьоркману. До конца сезона они завоевали вместе два титула на турнирах АТП: в Бангкоке и в Лионе, и Эрлих закончил год на 33-м месте в рейтинге.
В 2004 году Рам и Эрлих выиграли один турнир в октябре в Лионе и дважды играли в финале. На Олимпийских играх в Афинах израильская пара дошла до четвертьфинала, где проиграла будущим серебряным призёрам Николасу Киферу и Райнеру Шуттлеру.
В феврале 2005 года пара Рам и Эрлих выиграла первый титул в сезоне на зальном турнире в Роттердаме. Второй титул в том сезоне они завоевали в июне на траве в Ноттингеме. В августе они сыграли в финале мастерса в Монреале. На Открытом чемпионате США их дуэт вышел в четвертьфинал.
2006 год Рам и Эрлих начали с победы на турнире в Аделаиде. В мае их дуэт вышел в финал грунтового мастерса в Риме, а в июне защитил прошлогодний титул в Ноттингеме. В августе 2006 года Рам и Эрлих победили всех на турнире в Нью-Хейвене. Осенью они стали чемпионами турнира в Бангкоке. Для Эрлиха этот трофей стал десятым в АТП-туре в мужских парах. Израильская пара закончила 2006 год на седьмом месте в гонке АТП (9-е место в рейтинге пар).
В марте 2007 года Рам и Эрлих смогли дойти до финала мастерса в Индиан-Уэлсе. В августе 2007 года Рам и Эрлих вышли в четвёртый финал серии мастерс в карьере на турнире в Цинциннати и впервые смогли победить. В решающем матче они обыграли братьев Брайанов со счётом 4-6, 6-3, [13-11].
2008 год стал самым успешным для израильского дуэта. В январе Рам и Эрлих победили на Открытом чемпионате Австралии — первый в истории случай, когда израильская пара выиграла взрослый турнир Большого шлема. Этот победа стала первой и единственной их совместной победой на турнирах Большого шлема и позволила Йонатану войти в топ-10 парного рейтинга.
| Стадия  | Соперники (посев)                 | Рейтинг  | Счёт       |
| 1 раунд | Игорь Куницын Дмитрий Турсунов    | 70 / 62  | 7-5 6-3    |
| 2 раунд | Дэвид Мартин Скотт Липски         | 65 / 67  | 7-6(4) 6-0 |
| 3 раунд | Лукаш Длоуги Франтишек Чермак (9) | 9 / 33   | 7-5 6-3    |
| 1/4     | Марк Жикель Фабрис Санторо        | 110 / 20 | 6-4 6-1    |
| 1/2     | Махеш Бхупати Марк Ноулз (6)      | 21 / 4   | 6-4 6-4    |
| Финал   | Арно Клеман Микаэль Льодра (7)    | 12 / 17  | 7-5 7-6(4) |

Успешно Рам и Эрлих выступили в марте 2008 года на мастерсе в Индиан-Уэлсе, сумев стать победителями турнира. В финале они обыграли пару Ненад Зимонич и Даниэль Нестор — 6-4, 6-4. На Уимблдоне они вышли в четвертьфинал и после этого Эрлих поднялся на самую высокую в своей карьере — 5-ю позицию мирового парного рейтинга. В августе на мастерсе в Цинциннати израильский дуэт остановился в шаге от защиты титула. В финале у них взяли реванш за прошлогоднее поражение на этой же стадии братья Брайаны. На Олимпийских играх в Пекине они выступили неудачно, проиграв уже в первом раунде французам Арно Клеману и Микаэлю Льодра. С 2006 по 2008 год пара Рам и Эрлих трижды завоёвывала право на участие в Кубке Мастерс — итоговом турнире АТП-тура, в том числе в 2008 году — с пятой позицией в мировом рейтинге пар, но травма Эрлиха не позволила ей принять участие в этом турнире в 2008 году. Ему пришлось пропустить из-за травмы и последующей операции локтевого сустава концовку сезона.
Всего с 2003 по 2008 год Рам и Эрлих выиграли вместе 12 турниров АТП (в том числе, помимо Открытого чемпионата Австралии, два турнира АТП высшей категории в Цинциннати и Индиан-Уэлс) и столько же раз проигрывали в финалах.

### 2009—2017

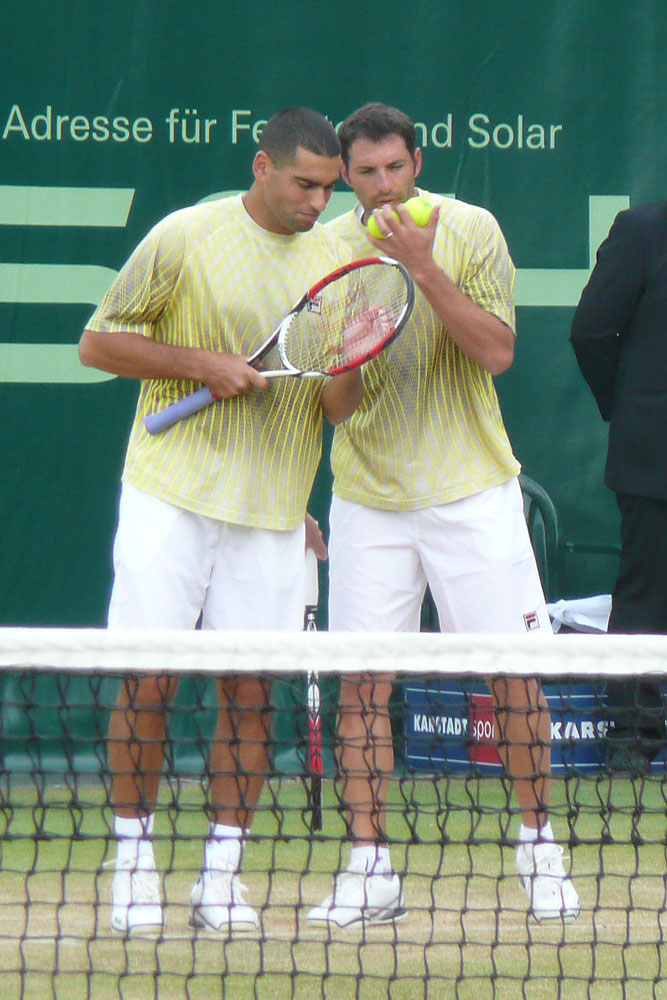
Эрлих (справа) с Рамом на турнире в Халле 2008 года

После возвращения в мае 2009 года Эрлих дошёл до финала «челленджера» в Рамат ха-Шароне с Рамом и выиграл в Измире следующий свой «челленджер» в паре со своим прежним партнёром Харэлем Леви. Полное восстановление Эрлиха затянулось, и Рам закончил 2009 год в паре с Максимом Мирным. Следующий год Рам и Эрлих тоже начали порознь. В январе он в партнёрстве с Арно Клеманом добрался до четвертьфинала Открытого чемпионата Австралии. Первую половину сезона он провёл в основном на «челленджерах», выиграв один из них в Рамат ха-Шароне с Энди Рамом. Эрлих постепенно вошёл в форму и в июне 2010 года выиграл с Новаком Джоковичем турнир АТП в Лондоне, первый для него за два года и первый парный титул в карьере Джоковича.
С 2011 года Рам и Эрлих снова часто выступали вместе на постоянной основе. Возобновив сотрудничество они выиграли два турнира в преддверии турниров Большого шлема — сначала накануне Уимблдонского турнира победил в Истборне, а потом накануне Открытого чемпионата США (где они проиграли во втором круге будущим чемпионам) их дуэт выиграл в Уинстон-Сейлеме. Ещё один турнир Рам и Эрлих выиграли в мае 2012 года в Белграде, доведя число завоёванных совместно титулов до 15. В 2012 году на Олимпийских играх в Пекине израильская пара, для которой это была уже третья Олимпиада, дошла до четвертьфинала, проиграв сильнейшей паре мира, будущим чемпионам Бобу и Майку Брайанам.
По мере того, как Энди Рам стал меньше участвовать в профессиональных турнирах, Эрлих всё чаще появлялся в них с другими партнёрами. В 2013 году он сыграл в финале в Халле с итальянцем Даниэле Браччали, а на следующий год с американцем Радживом Рамом пробился сначала в финал в Ньюпорте, а затем в полуфинал турнира в Вашингтоне, по ходу переиграв одну из сильнейших пар мира Марсело Мело-Иван Додиг.
В 2015 году Эрлих, за первую половину года одержавший лишь семь побед в 11 турнирах, неожиданно, начав с квалификационного отбора, дошёл до полуфинала на Уимблдоне в паре с представляющим Германию Филиппом Пецшнером; для него это был второй выход в полуфинал на Уимблдоне после 2003 года. В четвертьфинале Пецшнер и Эрлих также вывели из борьбы Мело и Додига. В октябре в Шэньчжэне, где с ним выступал Колин Флеминг, Эрлих завоевал свой 18-й титул в турнирах основного тура АТП и первый за более чем три последних года, впервые с 2012 года закончив сезон в числе 50 лучших теннисистов мира.
На следующий год Эрлих дважды играл в финалах турниров Мирового тура — в Марселе с Флемингом и в Кабо-Сан-Лукасе с Кеном Скупски; также с Флемингом он стал полуфиналистом турнира серии АТП 500 в Лондоне после победы над одной из ведущих пар мира Жан-Жюльен Ройер и Хория Текэу. Ещё в двух финалах турниров Мирового тура израильтянин сыграл в 2017 году, завоевав свой 19-й титул в октябре на турнире в Чэнду, где с ним выступал пакистанец Айсам-уль-Хак Куреши; этот результат в концовке сезона позволил ему и этот год окончить в сотне сильнейших.

### 2018—2022
В июле 2018 года на турнире в Ньюпорте Эрлих довёл число своих титулов в турнирах АТП до 20; по ходу соревнования израильтянин и представитель Новой Зеландии Артём Ситак обыграли последовательно третью, вторую и четвёртую сеяные пары. Эрлих также вышел в третий круг на Уимблдоне с Марцином Матковским, победив вторую пару мира Лукаш Кубот и Марсело Мело, однако большую часть сезона выступал в «челленджерах» и в результате впервые с 2009 года окончил его за пределами первой сотни рейтинга.
Возвращение в топ-100 состоялось в 2019 году; за этот сезон израильтянин тоже завоевал один титул в Мировом туре ATP — в Анталье, где с ним снова выступал Ситак. Кроме того, Эрлих дошёл до финала турнира в Чэнду и выиграл три «челленджера». Следующий сезон израильский ветеран начал с двух поражений в финалах в паре с белорусом Андреем Василевским — в «челленджере» в Канберре и турнире ATP в Пуне (Индия). Когда сезон, прерванный из-за пандемии, был возобновлён в сентябре, Эрлих выступал менее успешно, но сохранил за собой место в первой сотне.
За 2021 год Эрлих и Василевский сыграли в финалах турниров ATP три раза, завоевав один титул в Белграде — первый совместный и 22-й за карьеру израильтянина. В итоге Эрлих завершил сезон на 63-м месте в парном рейтинге, самом высоком с 2016 года. Планировалось, что израильтянин завершит карьеру выступлением в турнире ATP в Тель-Авиве, где его партнёром должен был вновь стать Новак Джокович, однако состояние здоровья не позволило ему выйти на корт, чтобы сыграть свой последний матч.

### Выступления за сборную
Эрлих на начало 2020 года провел уже 38 игр за сборную Израиля в Кубке Дэвиса: 25 побед и 12 поражений в парном разряде и одна победа в одиночном. Первую совместную с Рамом игру после возвращения в теннис в 2009 году он провёл против Игоря Куницына и Марата Сафина в четвертьфинальном матче со сборной России. Победа Рама и Эрлиха со счётом 6-3, 6-4, 6-7(3), 4-6, 6-4 обеспечила общую досрочную победу израильской сборной и первый в её истории выход в полуфинал Кубка Дэвиса. В 2014 году в прощальном матче Рама они с Эрлихом победили соперников из сборной Аргентины, но сборная Израиля проиграла матч с общим счётом 2:3, не сумев вернуться в Мировую группу. После ухода Рама из тенниса партнёром Эрлиха в матчах Кубка Дэвиса на некоторое время стал ведущий теннисист-одиночник Израиля Дуди Села, а позже — Даниэль Цукирман.

## Рейтинг на конец года
| Год  | Одиночный рейтинг | Парный рейтинг |
| 2022 |                   | 412            |
| 2021 |                   | 63             |
| 2020 |                   | 70             |
| 2019 |                   | 73             |
| 2018 |                   | 101            |
| 2017 |                   | 78             |
| 2016 |                   | 51             |
| 2015 |                   | 49             |
| 2014 |                   | 87             |
| 2013 |                   | 62             |
| 2012 |                   | 49             |
| 2011 |                   | 50             |
| 2010 |                   | 45             |
| 2009 |                   | 190            |
| 2008 |                   | 11             |
| 2007 |                   | 18             |
| 2006 |                   | 13             |
| 2005 |                   | 15             |
| 2004 |                   | 29             |
| 2003 | 473               | 33             |
| 2002 | 450               | 130            |
| 2001 | 516               | 100            |
| 2000 | 501               | 110            |
| 1999 | 318               | 242            |
| 1998 | 414               | 338            |
| 1997 | 422               | 515            |
| 1996 | 492               | 430            |
| 1995 | 612               | 529            |
| 1994 | 509               | 729            |

## Выступления на турнирах

### Финалы челленджеров и фьючерсов в одиночном разряде (6)

#### Победы (2)
| Условные обозначения |
| Челленджеры (0+25)*  |
| Фьючерсы (2+23)      |

| Титулы по покрытиям | Титулы по месту проведения матчей турнира |
| ------------------- | ----------------------------------------- |
| Хард (2+44)*        | Зал (0+8)                                 |
| Грунт (0+1)         | Зал (0+8)                                 |
| Трава (0+1)         | Открытый воздух (2+40)                    |
| Ковёр (0+2)         | Открытый воздух (2+40)                    |

* количество побед в одиночном разряде + количество побед в парном разряде.
| №  | Дата         | Турнир          | Покрытие | Соперник в финале | Счёт    |
| 1. | 13 июля 1997 | Талса, США      | Хард     | Майк Брайан       | 7-5 6-3 |
| 2. | 5 июля 1998  | Стамбул, Турция | Хард     | Симон Блан        | 6-3 6-3 |

#### Поражения (4)
| №  | Дата           | Турнир             | Покрытие | Соперник в финале | Счёт        |
| 1. | 17 ноября 1996 | Беэр-Шева, Израиль | Хард     | Равив Вайденфельд | 1-6 3-6     |
| 2. | 24 ноября 1996 | Беэр-Шева, Израиль | Хард     | Джим Томас        | 1-6 6-4 6-7 |
| 3. | 30 ноября 1997 | Беэр-Шева, Израиль | Хард     | Ноам Бер          | 5-7 7-6 3-6 |
| 4. | 17 января 1999 | Чандигарх, Индия   | Трава    | Амир Хадад        | 3-6 4-6     |

### Финалы турниров Большого шлема в парном разряде (1)

#### Победы (1)
| №  | Год  | Турнир                       | Покрытие | Партнёр  | Соперники в финале         | Счёт       |
| 1. | 2008 | Открытый чемпионат Австралии | Хард     | Энди Рам | Арно Клеман Микаэль Льодра | 7-5 7-6(4) |

### Финалы турнировATPв парном разряде (45)

#### Победы (22)
| Легенда                       |
| ----------------------------- |
| Турниры Большого шлема (0+1)* |
| Итоговый турнир ATP (0)       |
| Мастерс (0+2)                 |
| АТР 500 (0+1)                 |
| АТР 250 (0+18)                |

| Титулы по покрытиям | Титулы по месту проведения матчей турнира |
| ------------------- | ----------------------------------------- |
| Хард (0+11)*        | Зал (0+5)                                 |
| Грунт (0+2)         | Зал (0+5)                                 |
| Трава (0+7)         | Открытый воздух (0+16)                    |
| Ковёр (0+2)         | Открытый воздух (0+16)                    |

* количество побед в одиночном разряде + количество побед в парном разряде.
| №   | Дата             | Турнир                        | Покрытие    | Партнёр              | Соперники в финале                         | Счёт              |
| 1.  | 16 июля 2000     | Ньюпорт, США                  | Трава       | Харел Леви           | Кайл Спенсер Митч Шпренгельмайер           | 7-6(2) 7-5        |
| 2.  | 28 сентября 2003 | Бангкок, Таиланд              | Хард (зал)  | Энди Рам             | Эндрю Кратцман Яркко Ниеминен              | 6-3 7-6(4)        |
| 3.  | 12 октября 2003  | Лион, Франция                 | Ковёр (зал) | Энди Рам             | Жюльен Беннето Николя Маю                  | 6-1 6-3           |
| 4.  | 10 октября 2004  | Лион, Франция (2)             | Ковёр (зал) | Энди Рам             | Йонас Бьоркман Радек Штепанек              | 7-6(2) 6-2        |
| 5.  | 20 февраля 2005  | Роттердам, Нидерланды         | Хард (зал)  | Энди Рам             | Павел Визнер Цирил Сук                     | 6-4 4-6 6-3       |
| 6.  | 19 июня 2005     | Ноттингем, Великобритания     | Трава       | Энди Рам             | Симон Аспелин Тодд Перри                   | 4-6 6-3 7-5       |
| 7.  | 8 января 2006    | Аделаида, Австралия           | Хард        | Энди Рам             | Кевин Ульетт Пол Хенли                     | 7-6(4) 7-6(10)    |
| 8.  | 25 июня 2006     | Ноттингем, Великобритания (2) | Трава       | Энди Рам             | Игорь Куницын Дмитрий Турсунов             | 6-3 6-2           |
| 9.  | 26 августа 2006  | Нью-Хейвен, США               | Хард        | Энди Рам             | Марцин Матковский Мариуш Фирстенберг       | 6-3 6-3           |
| 10. | 1 октября 2006   | Бангкок, Таиланд (2)          | Хард (зал)  | Энди Рам             | Джейми Маррей Энди Маррей                  | 6-2 2-6 [10-4]    |
| 11. | 19 августа 2007  | Цинциннати, США               | Хард        | Энди Рам             | Боб Брайан Майк Брайан                     | 4-6 6-3 [13-11]   |
| 12. | 26 января 2008   | Открытый чемпионат Австралии  | Хард        | Энди Рам             | Арно Клеман Микаэль Льодра                 | 7-5 7-6(4)        |
| 13. | 21 марта 2008    | Индиан-Уэлс, США              | Хард        | Энди Рам             | Ненад Зимонич Даниэль Нестор               | 6-4 6-4           |
| 14. | 13 июня 2010     | Лондон, Великобритания        | Трава       | Новак Джокович       | Кароль Бек Давид Шкох                      | 6-7(6) 6-2 [10-3] |
| 15. | 20 июня 2011     | Истборн, Великобритания       | Трава       | Энди Рам             | Григор Димитров Андреас Сеппи              | 6-3 6-3           |
| 16. | 27 августа 2011  | Уинстон-Сейлем, США           | Хард        | Энди Рам             | Кристофер Кас Александр Пейя               | 7-6(2) 6-4        |
| 17. | 6 мая 2012       | Белград, Сербия               | Грунт       | Энди Рам             | Андреас Сильестрём Мартин Эммрих           | 4-6 6-2 [10-6]    |
| 18. | 4 октября 2015   | Шэньчжэнь, Китай              | Хард        | Колин Флеминг        | Крис Гуччоне Андре Са                      | 6-1 6-7(3) [10-6] |
| 19. | 1 октября 2017   | Чэнду, Китай                  | Хард        | Айсам-уль-Хак Куреши | Маркус Даниэлл Марсело Демолинер           | 6-3 7-6(3)        |
| 20. | 21 июля 2018     | Ньюпорт (2)                   | Трава       | Артём Ситак          | Марсело Аревало Мигель Анхель Рейес Варела | 6-1 6-2           |
| 21. | 29 июня 2019     | Анталья, Турция               | Трава       | Артём Ситак          | Иван Додиг Филип Полашек                   | 6-3 6-4           |
| 22. | 28 мая 2021      | Белград, Сербия (2)           | Грунт       | Андрей Василевский   | Андре Йёранссон Рафаэл Матос               | 6-4 6-1           |

#### Поражения (23)
| №   | Дата             | Турнир                    | Покрытие   | Партнёр            | Соперники в финале                     | Счёт              |
| 1.  | 11 января 2004   | Ченнаи, Индия             | Хард       | Энди Рам           | Рафаэль Надаль Томми Робредо           | 6-7(3) 6-4 3-6    |
| 2.  | 22 февраля 2004  | Роттердам, Нидерланды     | Хард (зал) | Энди Рам           | Пол Хенли Радек Штепанек               | 7-5 6-7(5) 5-7    |
| 3.  | 31 июля 2005     | Лос-Анджелес, США         | Хард       | Энди Рам           | Рик Лич Брайан Макфи                   | 3-6 4-6           |
| 4.  | 13 августа 2005  | Монреаль, Канада          | Хард       | Энди Рам           | Уэйн Блэк Кевин Ульетт                 | 7-6(5) 3-6 0-6    |
| 5.  | 2 октября 2005   | Бангкок, Таиланд          | Хард (зал) | Энди Рам           | Леандер Паес Пол Хенли                 | 6-5(5) 1-6 2-6    |
| 6.  | 16 октября 2005  | Вена, Австрия             | Хард (зал) | Энди Рам           | Даниэль Нестор Марк Ноулз              | 3-5 4-5(2)        |
| 7.  | 26 февраля 2006  | Роттердам, Нидерланды (2) | Хард (зал) | Энди Рам           | Кевин Ульетт Пол Хенли                 | 6-7(4) 6-7(2)     |
| 8.  | 13 мая 2006      | Рим, Италия               | Грунт      | Энди Рам           | Даниэль Нестор Марк Ноулз              | 4-6 7-5 [11-13]   |
| 9.  | 4 марта 2007     | Лас-Вегас, США            | Хард       | Энди Рам           | Боб Брайан Майк Брайан                 | 6-7(6) 2-6        |
| 10. | 18 марта 2007    | Индиан-Уэлс, США          | Хард       | Энди Рам           | Мартин Дамм Леандер Паес               | 4-6 4-6           |
| 11. | 5 августа 2007   | Вашингтон, США            | Хард       | Энди Рам           | Боб Брайан Майк Брайан                 | 6-7(5) 6-3 [7-10] |
| 12. | 3 августа 2008   | Цинциннати, США           | Хард       | Энди Рам           | Боб Брайан Майк Брайан                 | 6-4 6-7(2) [7-10] |
| 13. | 3 октября 2010   | Бангкок, Таиланд (2)      | Хард (зал) | Юрген Мельцер      | Кристофер Кас Виктор Троицки           | 4-6 4-6           |
| 14. | 8 января 2012    | Ченнаи, Индия (2)         | Хард       | Энди Рам           | Леандер Паес Янко Типсаревич           | 4-6 4-6           |
| 15. | 16 июня 2013     | Халле, Германия           | Трава      | Даниэле Браччали   | Сантьяго Гонсалес Скотт Липски         | 2-6 6-7(3)        |
| 16. | 13 июля 2014     | Ньюпорт, США              | Трава      | Раджив Рам         | Крис Гуччоне Ллейтон Хьюитт            | 5-7 4-6           |
| 17. | 21 февраля 2016  | Марсель, Франция          | Хард (зал) | Колин Флеминг      | Майкл Винус Мате Павич                 | 2-6 3-6           |
| 18. | 13 августа 2016  | Кабо-Сан-Лукас, Мексика   | Хард       | Кен Скупски        | Пурав Раджа Дивидж Шаран               | 6-7(4) 6-7(3)     |
| 19. | 13 января 2017   | Окленд, Новая Зеландия    | Хард       | Скотт Липски       | Айсам-уль-Хак Куреши Марцин Матковский | 6-1 2-6 [3-10]    |
| 20. | 29 сентября 2019 | Чэнду, Китай              | Хард       | Фабрис Мартен      | Душан Лайович Никола Чачич             | 6-7(9) 6-3 [3-10] |
| 21. | 9 февраля 2020   | Пуна, Индия (3)           | Хард       | Андрей Василевский | Андре Йёранссон Кристофер Рунгкат      | 2-6 6-3 [8-10]    |
| 22. | 28 февраля 2021  | Монпелье, Франция         | Хард (зал) | Андрей Василевский | Хенри Континен Эдуар Роже-Васслен      | 2-6 5-7           |
| 23. | 26 сентября 2021 | Нур-Султан, Казахстан     | Хард (зал) | Андрей Василевский | Сантьяго Гонсалес Андрес Мольтени      | 1-6 2-6           |

### Финалы челленджеров и фьючерсов в парном разряде (69)

#### Победы (48)
| №   | Дата             | Турнир                      | Покрытие    | Партнёр            | Соперники в финале                         | Счёт              |
| 1.  | 29 мая 1994      | Ташкент, Узбекистан         | Грунт       | Лиор Мор           | Васку Гонсалвес Маттиас Мюллер             | 3-6 6-4 3-2       |
| 2.  | 30 июня 1996     | Измир, Турция               | Хард        | Нир Велгрин        | Эндрю Руэб Майлз Уэйкфилд                  | 6-4 3-6 6-3       |
| 3.  | 14 июля 1996     | Тяньцзинь, Китай            | Хард        | Нир Велгрин        | Чи Сынхо Чун Йонсам                        | 0-6 6-3 6-0       |
| 4.  | 29 сентября 1996 | Салоники, Греция            | Ковёр (зал) | Сандро Делла Пиана | Лиор Мор Эяль Эрлих                        | 6-4 4-6 6-4       |
| 5.  | 9 ноября 1997    | Беэр-Шева, Израиль          | Хард        | Амир Хадад         | Михаэль Коган Энди Рам                     | 6-4 3-6 7-6       |
| 6.  | 23 ноября 1997   | Беэр-Шева, Израиль          | Хард        | Амир Хадад         | Михаэль Коган Энди Рам                     | 6-2 1-6 6-3       |
| 7.  | 4 января 1998    | Нью-Дели, Индия             | Хард        | Ноам Окун          | Джейми Дельгадо Лиор Мор                   | 6-7 7-6 7-6       |
| 8.  | 19 апреля 1998   | Литл-Рок, США               | Хард        | Маттиас Мюллер     | Крис Махоуни Митч Шпренгельмайер           | 6-4 6-2           |
| 9.  | 21 июня 1998     | Стамбул, Турция             | Хард        | Нир Велгрин        | Мустафа Азкара Эрхан Орал                  | 7-6 6-3           |
| 10. | 5 июля 1998      | Стамбул, Турция             | Хард        | Нир Велгрин        | Алекс Бозе Икхам Заатини                   | 6-7 6-3 6-1       |
| 11. | 12 июля 1998     | Стамбул, Турция             | Хард        | Нир Велгрин        | Алекс Бозе Икхам Заатини                   | 6-3 6-2           |
| 12. | 8 ноября 1998    | Офаким, Израиль             | Хард        | Амир Хадад         | Михаэль Коган Энди Рам                     | 7-5 6-2           |
| 13. | 29 ноября 1998   | Офаким, Израиль             | Хард        | Амир Хадад         | Митти Арнольд Алессандро да Кол            | 6-2 6-4           |
| 14. | 17 января 1999   | Чандигарх, Индия            | Трава       | Амир Хадад         | Седрик Кауфман Фазалуддин Сиед             | 5-7 7-5 6-4       |
| 15. | 21 февраля 1999  | Загреб, Хорватия            | Хард        | Нир Велгрин        | Кресимир Ритц Иван Цинкус                  | 6-2 6-1           |
| 16. | 21 марта 1999    | Ашкелон, Израиль            | Хард        | Эяль Эрлих         | Харел Леви Амир Хадад                      | 6-4 6-2           |
| 17. | 7 ноября 1999    | Офаким, Израиль             | Хард        | Лиор Мор           | Гордон Берграф Бертран Тинк                | 6-2 6-0           |
| 18. | 14 ноября 1999   | Офаким, Израиль             | Хард        | Лиор Мор           | Ноам Бер Энди Рам                          | 3-4               |
| 19. | 21 ноября 1999   | Офаким, Израиль             | Хард        | Лиор Мор           | Ноам Бер Энди Рам                          | 7-6 4-6 6-1       |
| 20. | 23 января 2000   | Алтамонте-Спрингс, США      | Хард        | Харел Леви         | Оскар Ортис Джими Шимански                 | 6-3 6-4           |
| 21. | 30 апреля 2000   | Андижан, Узбекистан         | Хард        | Лиор Мор           | Айсам-уль-Хак Куреши Дмитрий Томашевич     | 7-6(4) 6-4        |
| 22. | 7 мая 2000       | Наманган, Узбекистан        | Хард        | Лиор Мор           | Сатоси Ивабути Яоки Иси                    | 6-2 4-6 6-4       |
| 23. | 14 мая 2000      | Фергана, Узбекистан         | Хард        | Лиор Мор           | Даниэль Мело Алешандри Симони              | 6-4 6-0           |
| 24. | 18 июня 2000     | Денвер, США                 | Хард        | Лиор Мор           | Ноам Бер Энди Рам                          | 6-4 5-7 6-2       |
| 25. | 13 мая 2001      | Иерусалим, Израиль          | Хард        | Микаэль Льодра     | Ноам Бер Ноам Окун                         | 7-5 4-6 7-6(2)    |
| 26. | 23 сентября 2001 | Стамбул, Турция             | Хард        | Микаэль Льодра     | Сандер Грун Михаэль Кольманн               | Без игры          |
| 27. | 7 октября 2001   | Гренобль, Франция           | Хард (зал)  | Энди Рам           | Гленн Вайнер Пол Рознер                    | 6-4 3-6 7-6(4)    |
| 28. | 25 ноября 2001   | Пуэбла-де-Сарагоса, Мексика | Хард        | Энди Рам           | Туомас Кетола Марко Кьюдинелли             | 6-4 6-7(5) 6-1    |
| 29. | 2 декабря 2001   | Сан-Хосе, Коста-Рика        | Хард        | Энди Рам           | Душан Вемич Даниэль Мело                   | 6-3 6-3           |
| 30. | 3 марта 2002     | Шербур-Октевиль, Франция    | Хард (зал)  | Ноам Бер           | Жюльен Беннето Лионель Ру                  | Без игры          |
| 31. | 3 ноября 2002    | Реюньон, Франция            | Хард        | Федерико Браун     | Марко Кьюдинелли Ярослав Левинский         | 6-1 4-6 6-3       |
| 32. | 9 марта 2003     | Безансон, Франция           | Хард (зал)  | Юлиан Ноул         | Ришар Гаске Николя Маю                     | 6-3 6-4           |
| 33. | 13 апреля 2003   | Сирос, Греция               | Хард        | Энди Рам           | Урос Вико Марко Кьюдинелли                 | 6-3 3-6 6-3       |
| 34. | 27 июля 2003     | Лексингтон, США             | Хард        | Такао Судзуки      | Матиас Бёкер Тревис Пэрротт                | 6-4 6-1           |
| 35. | 10 августа 2003  | Бингемтон, США              | Хард        | Энди Рам           | Майлз Уэйкфилд Стивен Хасс                 | 6-4 6-3           |
| 36. | 7 сентября 2003  | Стамбул, Турция             | Хард        | Энди Рам           | Харел Леви Амир Хадад                      | 7-6(5) 7-6(6)     |
| 37. | 9 ноября 2003    | Братислава, Словакия        | Хард (зал)  | Харел Леви         | Марио Анчич Мартин Гарсия                  | 7-6(7) 6-3        |
| 38. | 16 ноября 2003   | Днепропетровск, Украина     | Хард (зал)  | Харел Леви         | Симон Аспелин Юхан Ландсберг               | 6-4 6-3           |
| 39. | 13 июля 2008     | Рамат-ха-Шарон, Израиль     | Хард        | Энди Рам           | Сергей Бубка Михаил Елгин                  | 6-3 7-6(3)        |
| 40. | 17 мая 2009      | Измир, Турция               | Хард        | Харел Леви         | Пракаш Амритрадж Раджив Рам                | 6-3 6-3           |
| 41. | 9 мая 2010       | Рамат-ха-Шарон, Израиль     | Хард        | Энди Рам           | Александр Пейя Симон Штадлер               | 6-4 6-3           |
| 42. | 4 августа 2013   | Ванкувер, Канада            | Хард        | Энди Рам           | Джеймс Серретани Адиль Шамасдин            | 6-1 6-4           |
| 43. | 11 августа 2013  | Аптос, США                  | Хард        | Энди Рам           | Крис Гуччоне Мэтт Рид                      | 6-3 6-7(6) [10-2] |
| 44. | 13 августа 2017  | Аптос, США                  | Хард        | Нил Скупски        | Алекс Болт Джордан Томпсон                 | 6-3 2-6 [10-8]    |
| 45. | 12 января 2018   | Канберра, Австралия         | Хард        | Дивидж Шаран       | Андрей Василевский Ханс Подлипник Кастильо | 7-6(1) 6-2        |
| 46. | 31 марта 2019    | Сен-Бриё, Франция           | Хард (зал)  | Фабрис Мартен      | Антонио Шанчич Жонатан Эйссерик            | 7-6(2) 7-6(2)     |
| 47. | 14 апреля 2019   | Тайбэй, Тайвань             | Ковёр (зал) | Срирам Баладжи     | Сандер Арендс Тристан-Самуэль Вайссборн    | 6-3 6-2           |
| 48. | 17 ноября 2019   | Хьюстон, США                | Хард        | Сантьяго Гонсалес  | Ариэль Беар Гонсало Эскобар                | 6-3 7-6(4)        |

#### Поражения (21)
| №   | Дата            | Турнир                    | Покрытие    | Партнёр            | Соперники в финале                  | Счёт              |
| 1.  | 9 июня 1996     | Измир, Турция             | Хард        | Нир Велгрин        | Эндрю Руэб Майлз Уэйкфилд           | 2-6 0-6           |
| 2.  | 1 сентября 1996 | Анкара, Турция            | Грунт       | Равив Вайденфельд  | Роман Кукал Владимир Платеник       | 2-6 6-2 6-7       |
| 3.  | 18 января 1998  | Индуар, Индия             | Хард        | Ноам Окун          | Эндрю Руэб Али Хамадех              | 6-7 4-6           |
| 4.  | 22 марта 1998   | Яффа, Израиль             | Хард        | Амир Хадад         | Тапио Нурминен Янне Ойала           | 2-6 5-7           |
| 5.  | 22 ноября 1998  | Офаким, Израиль           | Хард        | Амир Хадад         | Ноам Бер Офер Села                  | 4-6 6-2 6-7       |
| 6.  | 6 июня 1999     | Дублин, Ирландия          | Ковёр       | Амир Хадад         | Даниэле Браччали Игорь Гауди        | 4-6 6-3 3-6       |
| 7.  | 5 марта 2000    | Мумбаи, Индия             | Хард        | Максим Бойе        | Томаш Анзари Сатоси Ивабути         | 6-7(9) 4-6        |
| 8.  | 8 октября 2000  | Братислава, Словакия      | Хард (зал)  | Александар Китинов | Пол Рознер Пол Хенли                | 4-6 4-6           |
| 9.  | 25 февраля 2001 | Андрезье-Бутеон, Франция  | Хард (зал)  | Ноам Бер           | Жюльен Беннето Николя Маю           | 3-6 3-6           |
| 10. | 18 марта 2001   | Магдебург, Германия       | Ковёр (зал) | Ловро Зовко        | Фредерик Нимейер Радек Штепанек     | 6-7(2) 6-7(3)     |
| 11. | 3 февраля 2002  | Брест, Франция            | Хард (зал)  | Энди Рам           | Стивен Хасс Бен Эллвуд              | 1-6 4-6           |
| 12. | 1 декабря 2002  | Милан, Италия             | Ковёр (зал) | Александр Китинов  | Стивен Хасс Бен Эллвуд              | 1-6 4-6           |
| 13. | 1 февраля 2003  | Ноттингем, Великобритания | Ковёр (зал) | Харел Леви         | Энди Рам Марк Хилтон                | 6-7(7) 2-6        |
| 14. | 4 мая 2003      | Нью-Дели, Индия           | Хард        | Энди Рам           | Дмитрий Власов Радослав Лукаев      | 6-7(6) 6-4 2-6    |
| 15. | 14 ноября 2004  | Братислава, Словакия      | Ковёр (зал) | Ноам Окун          | Симон Аспелин Грейдон Оливер        | 6-7(5) 3-6        |
| 16. | 10 мая 2009     | Рамат-ха-Шарон, Израиль   | Хард        | Энди Рам           | Жорж Бастль Крис Гуччоне            | 5-7 6-7(6)        |
| 17. | 12 октября 2014 | Ренн, Франция             | Хард (зал)  | Франтишек Чермак   | Тобиас Камке Филипп Маркс           | 6-3 2-6 [3-10]    |
| 18. | 3 апреля 2016   | Раанана, Израиль          | Хард        | Филипп Освальд     | Константин Кравчук Денис Молчанов   | 6-4 6-7(1) [4-10] |
| 19. | 8 октября 2017  | Гаосюн, Тайвань           | Хард        | Александр Пейя     | Санчай Ративатана Сончат Ративатана | 4-6 6-1 [6-10]    |
| 20. | 24 марта 2019   | Лилль, Франция            | Хард (зал)  | Фабрис Мартен      | Ромен Арнеодо Юго Нис               | 5-7 7-5 [8-10]    |
| 21. | 12 января 2020  | Канберра, Австралия       | Хард        | Андрей Василевский | Макс Пёрселл Люк Сэвилл             | 6-7(3) 6-7(3)     |

## История выступлений на турнирах
| Турнир                       | 2000  | 2001          | 2002          | 2003          | 2004  | 2005          | 2006          | 2007          | 2008  | 2009          | 2010          | 2011          | 2012  | 2013          | 2014          | 2015          | 2016  | 2017          | 2018          | 2019          | 2021  | 2022  | Итог   | В/П за карьеру |
| ---------------------------- | ----- | ------------- | ------------- | ------------- | ----- | ------------- | ------------- | ------------- | ----- | ------------- | ------------- | ------------- | ----- | ------------- | ------------- | ------------- | ----- | ------------- | ------------- | ------------- | ----- | ----- | ------ | -------------- |
| Турниры Большого шлема       |       |               |               |               |       |               |               |               |       |               |               |               |       |               |               |               |       |               |               |               |       |       |        |                |
| Открытый чемпионат Австралии | -     | 1Р            | 1Р            | -             | 2Р    | 3Р            | 2Р            | 3Р            | П     | -             | 1/4           | 2Р            | 1Р    | 3Р            | 1Р            | 3Р            | 1Р    | 1Р            | 1Р            | -             | -     | 1Р    | 1 / 17 | 19-16          |
| Открытый чемпионат Франции   | -     | -             | 1Р            | -             | 3Р    | -             | 2Р            | 3Р            | 3Р    | 1Р            | 2Р            | 1Р            | 2Р    | 2Р            | 3Р            | -             | 2Р    | 2Р            | -             | -             | 2Р    | 1Р    | 0 / 15 | 15-15          |
| Уимблдонский турнир          | -     | 2Р            | 1Р            | 1/2           | 1Р    | 3Р            | 3Р            | 2Р            | 1/4   | 1Р            | 1Р            | 1Р            | 2Р    | 1Р            | 1Р            | 1/2           | 1Р    | 1Р            | 3Р            | 1Р            | 1Р    | -     | 0 / 20 | 19-20          |
| Открытый чемпионат США       | 1Р    | -             | -             | 1Р            | 1Р    | 1/4           | 3Р            | 3Р            | 2Р    | 1Р            | 2Р            | 2Р            | 2Р    | 2Р            | -             | 1Р            | 2Р    | -             | 1Р            | -             | 2Р    | -     | 0 / 16 | 14-16          |
| Итог                         | 0 / 1 | 0 / 2         | 0 / 3         | 0 / 2         | 0 / 4 | 0 / 3         | 0 / 4         | 0 / 4         | 1 / 4 | 0 / 3         | 0 / 4         | 0 / 4         | 0 / 4 | 0 / 4         | 0 / 3         | 0 / 3         | 0 / 4 | 0 / 3         | 0 / 3         | 0 / 1         | 0 / 3 | 0 / 2 | 1 / 68 |                |
| В/П в сезоне                 | 0-1   | 1-2           | 0-3           | 4-2           | 3-4   | 5-3           | 6-4           | 7-4           | 12-3  | 0-3           | 5-4           | 2-4           | 3-4   | 4-4           | 2-3           | 6-3           | 2-4   | 1-3           | 2-3           | 0-1           | 2-3   | 0-2   |        | 67-67          |
| Олимпийские игры             |       |               |               |               |       |               |               |               |       |               |               |               |       |               |               |               |       |               |               |               |       |       |        |                |
| Летняя олимпиада             | -     | Не проводился | Не проводился | Не проводился | 1/4   | Не проводился | Не проводился | Не проводился | 1Р    | Не проводился | Не проводился | Не проводился | 1/4   | Не проводился | Не проводился | Не проводился | -     | Не проводился | Не проводился | Не проводился | -     | НП    | 0 / 3  | 4-3            |
| Итоговые турниры             |       |               |               |               |       |               |               |               |       |               |               |               |       |               |               |               |       |               |               |               |       |       |        |                |
| Итоговый турнир ATP          | -     | -             | НП            | -             | -     | -             | Группа        | Группа        | -     | -             | -             | -             | -     | -             | -             | -             | -     | -             | -             | -             | -     | -     | 0 / 2  | 2-4            |